# Osterode (Harztor)
Osterode ist ein Ortsteil von Harztor im Landkreis Nordhausen in Thüringen.

## Lage
Osterode befindet sich einen Kilometer westlich von Neustadt/Harz. Die Ortschaften Harzungen und Ilfeld sind die westlichen Nachbarn. Die Feldflur liegt am Fuß der Südabdachung des Harzes mit 235 ha landwirtschaftlich genutzter Fläche, die in dieser Karstlandschaft meist grundwasserfern ist.

## Geschichte
1216 wurde das kleine Haufendorf urkundlich erstmals erwähnt. 1210 gab es im Dörfchen ein Rittergut. Seit dem 13. Jahrhundert war im Ort ein Pfarrer tätig. Am Anfang des 13. Jahrhunderts wurde eine Wehrkirche gebaut, an dessen Turm 1759 die heutige Kirche angebaut wurde. Zu dieser Zeit bewirtschafteten neben dem Gut sechs Bauern die Felder in der Gemarkung. Die anderen arbeitsfähigen Leute waren im Forst als Waldarbeiter oder in Gruben als Bergleute tätig. Bis zum 21. Jahrhundert gab es eine Köhlerei.
Am 1. Juli 1950 wurde das Dorf nach Neustadt/Harz eingemeindet. Derzeit wohnen 250 Personen im Ort. Der Tourismus ist ein Standbein für die Region.